# ناريمان مدني
ناريمان مدني (ولدت 12 مارس 1984 ببجاية، الجزائر) هي لاعبة كرة طائرة جزائرية. شاركت في الألعاب الأولمبية ببكين 2008 مع المنتخب الجزائري للسيدات وفي البطولة العالمية 2010 كما فازت معه ببطولة إفريقيا عام 2009 حيث كانت تعتبر من ركائز المنتخب وكانت قائدة له قبل توقفها المؤقت عن اللعب في موسم 2010-2011.
في موسم 2011-2012 فازت بلقب بطولة الجزائر لكرة الطائرة مع فريق مشعل بلدية بجاية.

## معلومات الاندية
النادي الحالي : مشعل بلدية بجاية MBB 
النادي السابق : VC Harnes 
النادي السابق : المجمع الرياضي البترولي (مولودية الجزائر سابقا) 
النادي السابق : ناصرية بجاية 
النادي الأول : مشعل بلدية بجاية MBB 
- منتخب الجزائر لكرة الطائرة سيدات
- البطولة الجزائرية لكرة الطائرة سيدات

## روابط خارجية
- ناريمان مدني على موقع عالم الكرة الطائرة (الإنجليزية)
- ناريمان مدني على موقع اللجنة الأولمبية الدولية (الإنجليزية)
- ناريمان مدني على موقع أوليمبيديا (الإنجليزية)